# OpenEpi
OpenEpi è una serie di programmi gratuiti, basati sul web, open source e indipendenti dal sistema operativo, utilizzato in epidemiologia, biostatistica, sanità pubblica e medicina, che fornisce un insieme di strumenti epidemiologici e statistici per produrre dei dati di sintesi. Open Epi è stato sviluppato in JavaScript e HTML e può essere eseguito nei moderni browser web. Il programma può essere eseguito dal sito web di OpenEpi o scaricato ed eseguito senza una connessione web. Il codice sorgente e la documentazione sono scaricabili e liberamente disponibili per l'uso da parte di altri ricercatori. OpenEpi è stato recensito sia da organizzazioni mediatiche che da riviste di ricerca.
Gli sviluppatori di OpenEpi avevano precedentemente realizzato Epi Info, un programma sviluppato dal Centers for Disease Control and Prevention (CDC) e ampiamente utilizzato in tutto il mondo per l'inserimento e l'analisi dei dati. OpenEpi è stato sviluppato per eseguire le analisi presenti nella versione DOS (Disk Operating System) dei moduli StatCalc ed EpiTable di Epi Info, per migliorare i tipi di analisi forniti da questi moduli e per fornire una serie di strumenti e calcoli attualmente non disponibili in Epi Info. È stato il primo passo verso una serie di strumenti software per gli studi epidemiologici interamente basati sul web. OpenEpi può essere considerato un importante complemento di Epi Info e di altri programmi come SAS, PSPP, SPSS, Stata, SYSTAT, Minitab, Epidata e R (vedi il linguaggio di programmazione R). Un altro programma simile per Windows è Winpepi. Vedi anche lista di pacchetti statistici e confronto di pacchetti statistici. Sia OpenEpi che Epi Info sono stati sviluppati con l'obbiettivo di fornire strumenti per le aree del mondo con risorse scarse o moderate. Lo sviluppo iniziale di OpenEpi è stato sostenuto da una sovvenzione della Bill and Melinda Gates Foundation alla Emory University.

## Calcoli eseguiti
I tipi di calcoli attualmente eseguiti da OpenEpi includono:
- vari intervalli di confidenza per proporzioni, tassi, rapporto di mortalità standardizzato, media, mediana, percentili;
- tabelle grezze e stratificate 2x2 per dati di conteggio e tasso;
- analisi caso-controllo abbinata;
- test di tendenza con dati di conteggio;
- test t indipendente e ANOVA unidirezionale;
- analisi di test diagnostici e di screening con curve receiver operating characteristic (ROC);
- determinazione della dimensione del campione per proporzioni, dati sezionali, caso-controllo non abbinato, coorte, studi randomizzati controllati e confronto di due medie;
- calcoli di potenza per proporzioni (caso-controllo non abbinato, trasversale, coorte, studi randomizzati controllati) e per il confronto di due medie;
- generatore di numeri casuali.

Per gli epidemiologi e altri ricercatori nel campo della salute, OpenEpi esegue una serie di calcoli basati su tabelle non presenti nella maggior parte dei pacchetti epidemiologici e statistici. Ad esempio, per una singola tabella 2x2, oltre ai risultati presentati in altri programmi, OpenEpi fornisce stime per:
- frazione eziologica o prevenuta nella popolazione e in quella esposta con intervalli di confidenza, basati su dati di rischio, probabilità o tasso;
- stima del prodotto incrociato e del rapporto di probabilità MLE;
- valori p esatti mid-p e limiti di confidenza per il rapporto di probabilità;
- calcoli dei rapporti di tasso e delle differenze di tasso con intervalli di confidenza e test statistici.

Per le tabelle stratificate 2x2 con dati di conteggio, OpenEpi fornisce:
- stime di Mantel-Haenszel (MH) e basate sulla precisione del rapporto di rischio e del rapporto di probabilità;
- differenza di rischio corretta basata sulla precisione;
- test di interazione per il rapporto di rischio, il rapporto di probabilità e la differenza di rischio;
- quattro diversi metodi di calcolare il limite di confidenza per il rapporto di probabilità.

Analogamente a Epi Info, in un'analisi stratificata vengono fornite sia stime grezze che stime corrette, in modo da poter valutare i fattori di confondimento. Con i dati relativi ai tassi, OpenEpi fornisce i rapporti di tasso corretti e le differenze di tasso, nonché i test per l'interazione. Infine, con i dati relativi ai conteggi, OpenEpi esegue anche un test per la tendenza, sia per i dati grezzi che per i dati stratificati.
Oltre ad essere utilizzato per analizzare i dati da parte dei ricercatori sanitari, OpenEpi è stato utilizzato come strumento di formazione per insegnare l'epidemiologia agli studenti delle università riportate di seguito: Emory University, Università del Massachusetts, Università del Michigan, Università del Minnesota, Morehouse College, Columbia University, Università del Wisconsin, San Jose State University, University of Medicine and Dentistry of New Jersey, Università di Washington, tra le altre. L'elenco include corsi in presenza e a distanza.
Poiché OpenEpi è facile da usare, non richiede esperienza di programmazione e può essere eseguito su Internet, gli studenti possono utilizzare il programma e concentrarsi sull'interpretazione dei risultati. Gli utenti possono eseguire il programma in inglese, francese, spagnolo, portoghese o italiano.
Commenti e suggerimenti per miglioramenti sono ben accetti e gli sviluppatori rispondono alle domande degli utenti. Gli sviluppatori incoraggiano altri a sviluppare moduli che potrebbero essere aggiunti a OpenEpi e forniscono loro uno strumento di sviluppo sul sito web. I futuri sviluppi previsti includono miglioramenti ai moduli esistenti, sviluppo di nuovi moduli, traduzione in altre lingue e aggiunta della possibilità di tagliare e incollare dati e/o leggere file di dati.
Oltre ad essere utilizzato per analizzare i dati da parte dei ricercatori sanitari, OpenEpi è stato utilizzato come strumento di formazione per insegnare l'epidemiologia agli studenti delle università riportate di seguito: Emory University, Università del Massachusetts, Università del Michigan, Università del Minnesota, Morehouse College, Columbia University, University of Wisconsin, San Jose State University, University of Medicine and Dentistry of New Jersey, University of Washington e altrove. Ciò include corsi in presenza e a distanza. Poiché OpenEpi è facile da usare, non richiede esperienza di programmazione e può essere eseguito su Internet, gli studenti possono utilizzare il programma e concentrarsi sull'interpretazione dei risultati. Gli utenti possono eseguire il programma in inglese, francese, spagnolo, portoghese o italiano.
Commenti e suggerimenti per miglioramenti sono ben accetti e gli sviluppatori rispondono alle domande degli utenti. Gli sviluppatori incoraggiano altri a sviluppare moduli che potrebbero essere aggiunti a OpenEpi e forniscono uno strumento per sviluppatori sul sito web. I futuri sviluppi previsti includono miglioramenti ai moduli esistenti, sviluppo di nuovi moduli, traduzione in altre lingue e aggiunta della possibilità di tagliare e incollare dati e/o leggere file di dati.